# Rajd Włoch 1991
Rajd San Remo 1991 - Rajd Włoch (33. Rallye Sanremo - Rallye d'Italia) – 33 Rajd San Remo rozgrywany we Włoszech w dniach 13-17 października. Była to jedenasta runda Rajdowych Mistrzostw Świata w roku  1991. Rajd został rozegrany na nawierzchni asfaltowej i szutrowej. Bazą rajdu było miasto San Remo.

## Wyniki końcowe rajdu[1]
| Msc. | Kierowca          | Pilot                | Samochód                    | Czas    | Strata | Grupa | Punkty |
| ---- | ----------------- | -------------------- | --------------------------- | ------- | ------ | ----- | ------ |
| 1    | Didier Auriol     | Bernard Occelli      | Lancia Delta Integrale 16V  | 6:34.26 | 0.0    | A6    | 20     |
| 2.   | Miki Biasion      | Tiziano Siviero      | Lancia Delta Integrale 16V  | 6:37.16 | +2.50  | A6    | 15     |
| 3.   | Dario Cerrato     | Giuseppe Cerri       | Lancia Delta Integrale 16V  | 6:41.07 | +6.41  | A6    | 12     |
| 4.   | François Delecour | Anne-Chantal Pauwels | Ford Sierra RS Cosworth 4x4 | 6:44.41 | +10.15 | A6    | 10     |
| 5.   | Andrea Aghini     | Sauro Farnocchia     | Lancia Delta Integrale 16V  | 6:47.12 | +12.46 | A6    | 8      |
| 6.   | Carlos Sainz      | Luis Moya            | Toyota Celica GT-Four       | 6:47.33 | +13.07 | A6    | 6      |
| 7.   | Piero Liatti      | Luciano Tedeschini   | Lancia Delta Integrale 16V  | 6:48.12 | +13.46 | A6    | 4      |
| 8.   | Armin Schwarz     | Arne Hertz           | Toyota Celica GT-Four       | 6:48.26 | +14.00 | A6    | 3      |
| 9.   | Alex Fiorio       | Luigi Pirollo        | Ford Sierra RS Cosworth 4x4 | 6:50.12 | +15.46 | A6    | 2      |
| 10.  | Malcolm Wilson    | Nicky Grist          | Ford Sierra RS Cosworth 4x4 | 6:55.18 | +20.52 | A6    | 1      |

## Klasyfikacja po 11 rundach
Tabele przedstawiają tylko pięć pierwszych miejsc.

### Kierowcy
| Lp. | Kierowca         | Pkt |
| --- | ---------------- | --- |
| 1   | Carlos Sainz     | 131 |
| 2   | Juha Kankkunen   | 123 |
| 3   | Didier Auriol    | 101 |
| 4   | Massimo Biasion  | 69  |
| 5   | Kenneth Eriksson | 51  |

### Producenci
| Lp. | Producent  | Pkt |
| --- | ---------- | --- |
| 1   | Lancia     | 134 |
| 2   | Toyota     | 126 |
| 3   | Ford       | 46  |
| 4   | Mitsubishi | 45  |
| 5   | Mazda      | 38  |